# NGC 2122
NGC 2122 ist ein offener Sternhaufen in einem diffusen Nebel (N180B) in der Großen Magellanschen Wolke im Sternbild Tafelberg. Der Sternhaufen wurde 1826 von James Dunlop entdeckt; diese Entdeckung wurde später im New General Catalogue verzeichnet.